# Alain Lipietz

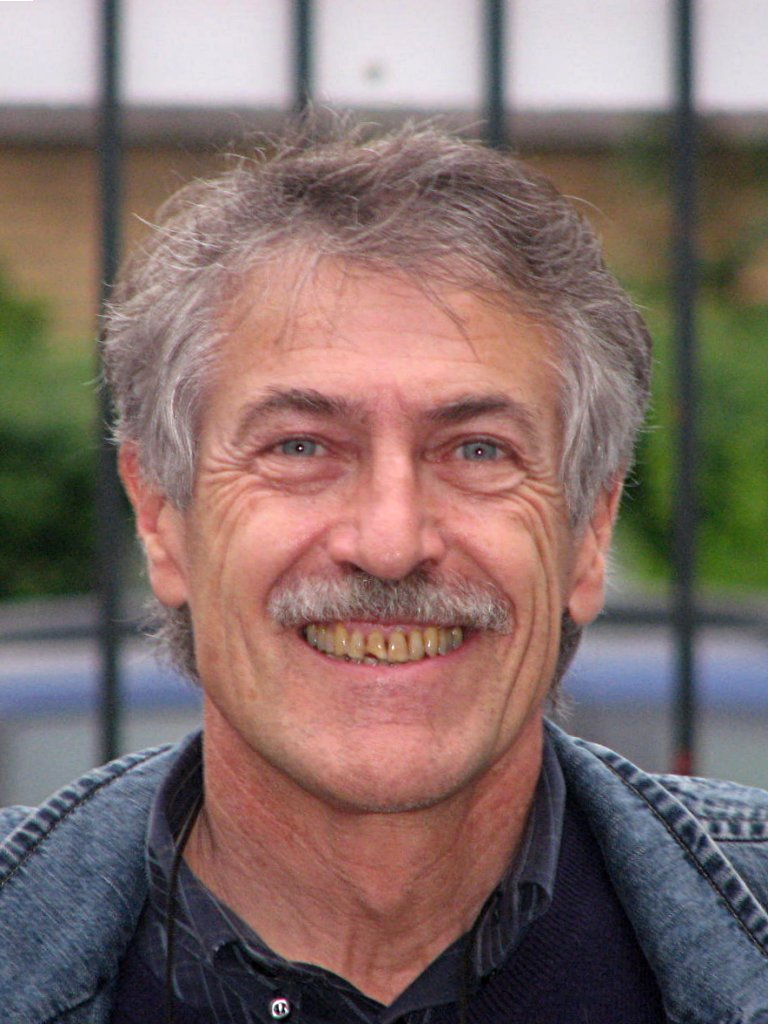
Alain Lipietz

Alain Lipietz (n. 19 septembrie 1947) este un om politic francez, membru al Parlamentului European în perioada 1999-2004 din partea Franței. 
1. ↑  Autoritatea BnF, accesat în 10 octombrie 2015
2. 1 2  Deputații în Parlamentul European